# Franz Wittmann
Franz Wittmann Jr. (Lilienfeld, 27 ottobre 1983) è un pilota di rally austriaco.

## Carriera
Figlio d'arte, suo padre Franz Wittmann Sr., vinse una gara nel mondiale rally con la Lancia Delta HF 4WD, debuttò nel 2003 al Rallye Waldviertel, in Austria, a bordo di una Mitsubishi Lancer Evo VI, navigato da Richard Jeitler, concludendo la gara al 13º posto. Nel 2004 esordì nel campionato mondiale rally in occasione del Rally di Svezia, dove non riuscì a terminare la gara, e iniziò a disputare il campionato austriaco, ottenendo la sua prima vittoria nel 2008 nel Bosch Super Plus Rallye, navigato da Bernhard Ettel.
Nella stagione 2009 avvenne il debutto nell'Intercontinental Rally Challenge a bordo di una Mitsubishi Lancer Evo IX del team Interwetten Racing, nell'IRC disputò 7 eventi ottenendo come miglior risultato il 6º posto assoluto ai Rally di Russia e nelle Isole Azzorre. Al Rallye Waldviertel in Austria guidò per la prima volta una vettura S2000, precisamente la Peugeot 207 S2000, che portò al 2º posto assoluto preceduto solamente da Raimund Baumschlager. Provò anche la Škoda Fabia S2000 in Repubblica Ceca al PdTech Mikuláš Rally Slušovice, giungendo 8º assoluto.
Nel 2010 disputò la stagione nell'IRC con una Peugeot 207 S2000 senza ottenere piazzamenti a punti; in Germania vinse l'ADAC Hessen Rallye Vogelsberg e inoltre partecipò al rally valido per il mondiale, concludendo la gara al 17º posto assoluto.

## Risultati nel mondiale rally
| 2004 | Scuderia | Vettura                  |  |     |  |  |  |  |  |  |  |  |  |  |  |  |  |  | Punti | Pos. |
| ---- | -------- | ------------------------ |  | --- |  |  |  |  |  |  |  |  |  |  |  |  |  |  | ----- | ---- |
| 2004 |          | Mitsubishi Lancer Evo VI |  | Rit |  |  |  |  |  |  |  |  |  |  |  |  |  |  | 0     |      |

| 2010 | Scuderia           | Vettura           |  |  |  |  |  |  |  |  |    |  |  |  |  |  |  |  | Punti | Pos. |
| ---- | ------------------ | ----------------- |  |  |  |  |  |  |  |  | -- |  |  |  |  |  |  |  | ----- | ---- |
| 2010 | Interwetten Racing | Peugeot 207 S2000 |  |  |  |  |  |  |  |  | 17 |  |  |  |  |  |  |  | 0     |      |

| Legenda | 1º posto | 2º posto | 3º posto | A punti | Senza punti | Ritirato | Squalificato | NP=Non partito C=Gara cancellata | Apice=Power stage |